# 阿尔穆尼亚德圣胡安
阿尔穆尼亚德圣胡安，是西班牙阿拉贡自治区韦斯卡省的一个市镇。总面积36平方公里，总人口678人（2001年），人口密度19人/平方公里。